# شلختا
شلختا ( [ˈʂlaxta] ، exonym : Nobility ) كانت طبقة نبيلة متميزة قانونًا في مملكة بولندا وفي دوقية ليتوانيا الكبرى. بعد اتحاد لوبلان عام 1569، أصبحت الدوقية الكبرى والمملكة المجاورة لها دولة واحدة هي الكومنولث البولندي اللتواني.
أصول شلختا غامضة ولها العديد من النظريات.  :207 تقليديًا، كان أعضاؤها ملاك أراضي، وغالبًا ما يكون ذلك في شكل «ممتلكات مانورية» أو ما يسمى بالعلامات التجارية.  فاز النبلاء بامتيازات سياسية وقانونية كبيرة ومتنامية لنفسها طوال تاريخها بأكمله حتى تراجع ونهاية الكومنولث البولندي الليتواني في أواخر القرن الثامن عشر. وبصرف النظر عن تقديم ضباط للجيش، من بين التزاماته المدنية الرئيسية تم انتخاب الملك، بالإضافة إلى ملء الأدوار الاستشارية وفخرية في المحكمة. 

## التاريخ

### الالتزام الديني
قبل الإصلاح، كان النبلاء البولنديين إما من الرومان الكاثوليك أو الأرثوذكس مع مجموعة صغيرة من المسلمين. لكن العديد من العائلات استمرت في تبني الإيمان المسيحي الإصلاحي. كان ياناسكي أو يوهانس ألاسكو (1499-1560) من رجال الدين، وكان عمه، يان أسكي (1456-1531)، كبير مستشاري التاج، ورئيس أساقفة جنيزنو ورئيس بولندا. كان ابن أخته من أوائل المتحولين إلى الكالفينية وكان له دور في تنفيذ (حوالي 1543-1555) الإصلاح في إنجلترا حيث كان يعرف باسم جون لاسكي.
بعد الإصلاح المضاد، عندما استعادت الكنيسة الرومانية الكاثوليكية السلطة في بولندا، أصبح النبلاء كاثوليكيين على وجه الحصر تقريبًا. حوالي 45% من السكان كانوا من الرومان الكاثوليك أو أعضاء من الطوائف البروتستانتية، و36% كانوا من الكاثوليك اليونانيين، و4% من الأرثوذكس، وكان بعضهم أعضاء في الكنيسة الرسولية الأرمنية أو الكنيسة الأرمنية الكاثوليكية و‌الكنيسة الجورجية الرسولية الأرثوذكسية. أما الـ 15% الباقية فكانوا من أقلية كبيرة من اليهود. في القرن الثامن عشر، تم إتباع أتباع يعقوب فرانك نتيجة تحولهم إلى الكاثوليكية الرومانية. على الرغم من أن اليهودية في حد ذاتها لم تمنع مكانة النبلاء، إلا أنه في الممارسة العملية كانت هناك قوانين تفضل التحول الديني إلى المسيحية من خلال مكافأتها بالتعجيل (انظر: Neophyte).